# Diana Hamilton (escritora)
Diana Hamilton (Inglaterra - 3 de maio de 2009, Shropshire) foi uma popular escritora britânica. Publicou mais de 50 romances pela editora Mills & Boon entre 1986 e 2009. O seu último romance, Kyriakis's Innocent Mistress, foi publicado postumamente em 2010 e adaptado para mangá pela Harlequin Comics.

## Biografia
Aos 18 anos, Diana Hamilton frequentou a faculdade de artes, onde conheceu Peter Hamilton, com quem viria a casar e ter três filhos, Rebecca, Paul e Andrew. Formou-se em Redação Publicitária (copywriting) e trabalhou como redatora.
Começou a escrever na década de 1970, mas apenas publicou o seu primeiro romance Song in a Strange Land em 1986.
Diana Hamilton faleceu a 3 de maio de 2009, em sua casa em Shropshire.

### Romances
- Song in a Strange Land (1986)
- Dark Charade (1987)
- Impulsive Attraction (1987)
- Painted Lady (1988)
- The Wild Side (1988)
- A Secure Marriage (1989)
- Betrayal of Love (1989)
- Passionate Awakening (1990)
- An Inconvenient Marriage (1990)
- The Devil His Due (1991)
- Games for Sophisticates (1991)
- A Honeyed Seduction (1992)
- Troubleshooter (1992)
- Savage Obsession (1992)
- Threat from the Past (1993)
- Legacy of Shame (1993)
- In Name Only (1994)
- Separate Rooms (1994)
- The Last Illusion (1994)
- Waiting Game (1994)
- Sweet Sinner (1995)
- Never a Bride (1995)
- Hostage of Passion (1995)
- A Guilty Affair (1996)
- Scandalous Bride (1997)
- Wedding Daze (1997)
- A Husband's Price (1998)
- The Faithful Wife (1998)
- The Bride Wore Scarlet (1998)
- Mistress for a Night (1999)
- Bought, One Husband (1999)
- The Christmas Child (2000)
- Claiming His Wife (2001)
- The Billionaire Affair (2001)
- The Italian's Bride (2001)
- The Italian's Trophy Mistress (2002)
- His Convenient Wife (2002)
- The Spaniard's Woman (2003)
- A Spanish Vengeance (2003)
- A Spanish Marriage (2004)
- The Italian's Marriage Demand (2005)
- The Italian Millionaire's Virgin Wife (2005)
- The Italian's Price (2006)
- The Kouvaris Marriage (2006)
- The Mediterranean Billionaire's Secret Baby (2007)
- Kyriakis's Innocent Mistress (2010, postumamente)

### Série Nanny Wanted (multi-autores)
- The Millionaire's Baby (1998)

### Série Expecting! (multi-autores)
- Unexpected Baby (1999)

### Omnibus (colaboração)
- Solution, Marriage: Secure Marriage And Promise to Repay (1996) (com Amanda Browning)
- Husbands and Wives (2000) (com Miranda Lee e Michelle Reid
- Marriages by Arrangement (2000) (com Anne Weale e Cathy Williams)
- Christmas Secrets (2002) (com Carole Mortimer e Catherine Spencer)
- Maybe Baby! (2002) (com Lucy Gordon e Susan Napier)
- Marriage at His Convenience (2003) (com Susan Fox e Miranda Lee)
- The Italian's Pleasure (2006) (com Sara Craven e Carol Marinelli)
- Escape to Italian Idylls (2006) (com Sara Wood)
- Christmas, Kids and Kisses (2006) (com Renee Roszel e Kate Walker)
- His Convenient Woman (2007) (com Barbara McMahon e Cathy Williams)
- The Italian's Summer Seduction (2010) (com Madeleine Ker e Karen Van Der Zee)

## Links externos
- Página de Diana Hamilton no site da Harlequin Enterprises Ltd
- Página de Diana Hamilton no site de ficção fantástica
- A verdadeira Diana Hamilton